# Paulet St John (1er baronnet)
Paulet St John, 1er baronnet (7 avril 1704 - 8 juin 1780) est un homme politique britannique qui siège à la Chambre des communes entre 1734 et 1754. 

## Biographie

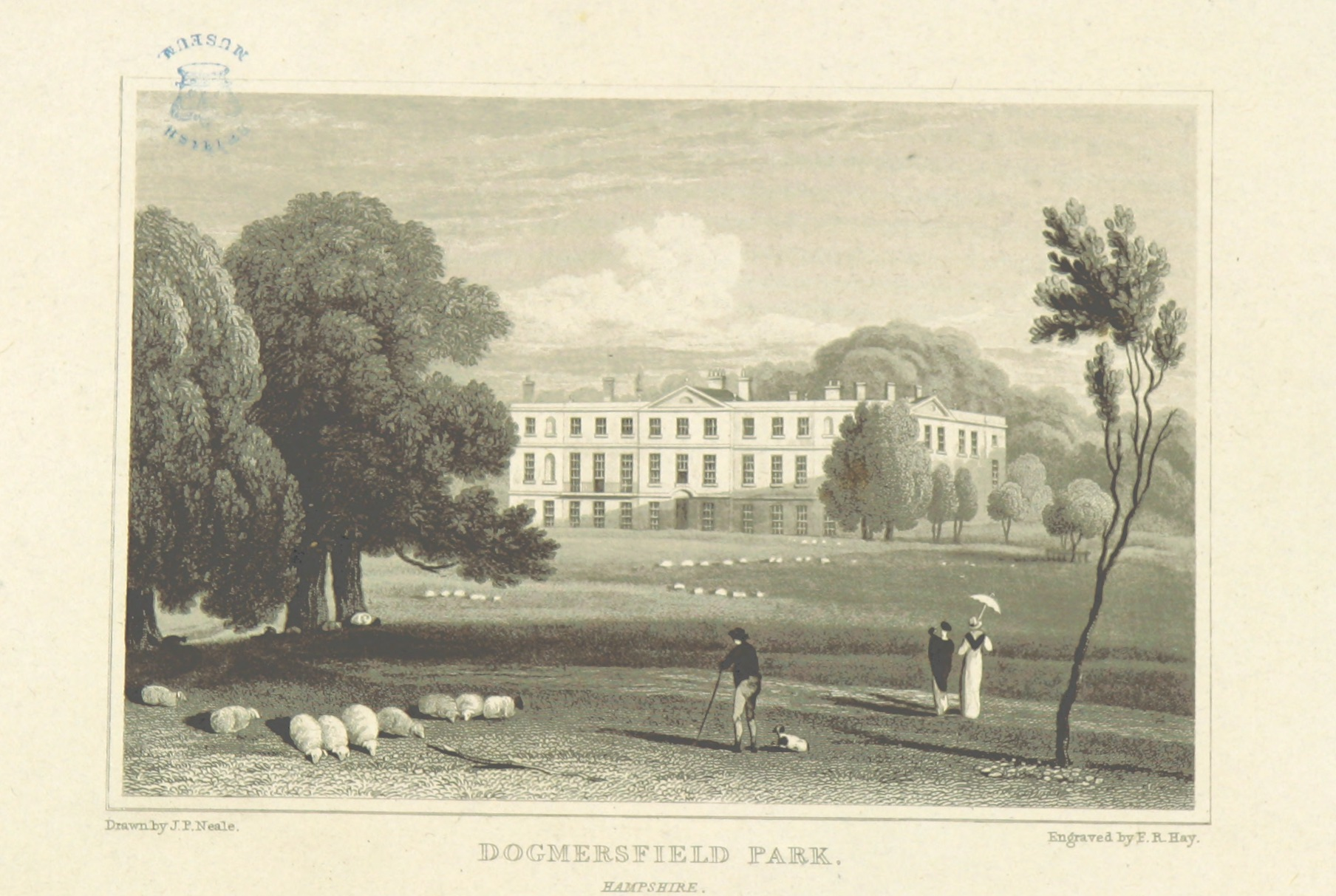
Dogmersfield House, achevée par Paulet St John en 1729

Il est le fils aîné d'Ellis St John (anciennement Mews) de Farley Chamberlayne et de sa deuxième épouse, Martha, fille d'Edward Goodyear de Dogmersfield Park, Dogmersfield, Hampshire. Il fait ses études à Oriel College, Oxford (1722) et hérite des propriétés de son père en 1729. Il achève la construction, commencée par son père, de la nouvelle maison de Dogmersfield. 
Il est nommé haut-shérif du Hampshire de 1727 à 1728, puis garde de la New Forest en 1764 et élu maire de Winchester de 1772 à 1773. Il est également créé baronnet en 1772. 
Il est élu au Parlement en tant que député de Winchester en 1734, siégeant jusqu'en 1741. Il est élu pour le Hampshire de 1741 à 1747 et Winchester de 1751 à 1754. 
Il est mort en 1780. Il s'est marié trois fois; tout d'abord à Elizabeth, fille de James Rushout, 2e baronnet, député de Northwick Park, Worcestershire, ensuite avec Mary, fille de John Waters de Brecon et veuve de Halswell Tynte, 3e baronnet, avec qui il a 3 fils et en troisièmes noces avec Jane, fille et héritière de R. Harris de Silkstead, Hampshire et veuve de William Pescod de Winchester. Il est remplacé comme baronnet par son fils Henry. 